# Horacio Rivero Jr.
Horacio Rivero Jr. (16 de mayo de 1910 - 24 de septiembre de 2000), fue el primer almirante de cuatro estrellas puertorriqueño e hispano, y el segundo hispano en ocupar ese rango en la Armada de los Estados Unidos moderna, después del Almirante David Glasgow Farragut (1801–1870) en la guerra civil estadounidense. Sirvió en la Segunda Guerra Mundial, en la guerra de Corea, en la crisis de los misiles de Cuba y en la guerra de Vietnam. Tras de retirarse de la Marina, Rivero se desempeñó como Embajador de los Estados Unidos en España (1972–1974) y también fue el primer hispano en ocupar ese cargo.